# ماشگیری
ماشگیری، روستایی در بخش مرکزی شهرستان اندیکا، و از توابع شهر قلعه خواجه(مرکز شهرستان اندیکا) می باشد، مردم این روستا از ایل بختیاری، شاخه هفت لنگ، و طایفه زراسوند می باشند، زبان مردم روستا نیز به گویش بختیاری می باشد.

## جمعیت
این روستا از توابع شهر قلعه خواجه قرار دارد و براساس سرشماری مرکز آمار ایران در سال ۱۳۹۵، جمعیت آن ۲۰۰ نفر (۳۵خانوار) بوده‌است.